# Fort Valmarin
Fort Valmarin (bivši Fort Monte  Bradamante) velika je kopnena utvrda koja se prostire na 1.500 četvornih metara, a ima četiri baterije od kojih jedna gleda na unutrašnju Istru. Oko tvrđave nalazi se veliki jarak, a oko jarka je visoka ograda. Sva su vrata zatvorena. Tvrđava je dobro očuvana. U prostorima utvrde se nalazi skladište starih Uljanikovih strojeva. Jarak vodi do dvorišta utvrde, a stubama se dolazi do krova. S krova se vidi cijela Pula, Učka i pola Istre. Tvrđava je nevjerojatno golema. Na krovu se nalazi visoka trava, dimnjaci, a jedan dio krova ima i neke znakove po sebi.
Utvrda se nalazi na povišenju zvanom Monte Valmarin / Monte Bradamante. 1888. godine izgrađena je u potpunosti, 1914. godine opremljena je baterijama. Bila je opremljena s 18 topova, 8 strojnica i 4 puščane lafete, a početkom rata je razoružana. 1943. godine u utvrdi dolazi do eksplozije u dijelu koji je pretvoren u barutanu. Pri eksploziji poginulo je dvadeset ljudi. Objekat ima podrum, prizemlje i platformu s obrambenim nasipima, postoljima i parapetima za smještaj topova. Koristi se dijelom od strane MORH-a a dijelom DUUDI ima pravo upravljanja nakon preuzimanja i u dobrom je stanju. Danas se na području kod tvrđave nalazi farma. Utvrda nije stradala od svoga požara.

## Više informacija
- Pulske fortifikacije
- Nacionalna udruga za fortifikacije Pula
- Povijest Pule
- Pula